# La figlia di nessuno (film 1927)
La figlia di nessuno è un film del 1927 diretto da Guido Parisch (o Guido Schamberg).